# ラビナル
ラビナル（Rabinal）は、グアテマラのバハ・ベラパス県に位置する人口15,157人（2018年国勢調査による）の小さな町であり、同名のムニシピオの政庁所在地になっている。ムニシピオ全体では336平方キロメートルの面積があり、人口は40,797人（2018年国勢調査による）である。地元民は主にアチ語を話す先住民のアチ族である。

## 歴史
ラビナルはコバンやサカプラスと同様、ドミニコ会のバルトロメ・デ・ラス・カサスによって1537年に設立された。バロック様式の大きなカトリック教会は1572年に完成した。
1850年当時の人口は約6,500人と推定される。このころにラビナルの教区司祭をつとめたシャルル＝エティエンヌ・ブラッスール・ド・ブールブールは、高地マヤを研究し、この地に伝わる舞踊劇であるラビナル・アチの台本とそのフランス語訳を帰国後の1862年に出版した。
グアテマラ内戦ではラビナルのムニシピオはもっとも血なまぐさい虐殺の地となり、その中にはプラン・デ・サンチェスの虐殺 (Plan de Sánchez massacre) が含まれる。ラビナル市自身でも1981年の独立記念日の祝祭の中で大規模な虐殺が発生した。

## 文化
ラビナルの町は巨大な植民地時代のバロック式の教会を誇りにしている。教会の傍には小さな市立博物館があり、地方の文化（とくに先住民によるヒーリングの技術）や1980年代の虐殺を扱ったコーナーがある。周辺の丘には先コロンブス期のさまざまな考古学遺跡がある。
守護聖人である聖パウロの祭が毎年1月25日に開催され、この時に踊られる舞踊で知られる。その中でアチ族とキチェ族の伝説的な戦いを再現したラビナル・アチはUNESCOの無形文化遺産に選ばれた。

## 気候
ラビナルはサバナ気候（ケッペンのAw）に属している。
| Rabinalの気候          | Rabinalの気候 | Rabinalの気候 | Rabinalの気候 | Rabinalの気候 | Rabinalの気候 | Rabinalの気候 | Rabinalの気候 | Rabinalの気候 | Rabinalの気候 | Rabinalの気候 | Rabinalの気候 | Rabinalの気候 | Rabinalの気候 |
| 月                     | 1月           | 2月           | 3月           | 4月           | 5月           | 6月           | 7月           | 8月           | 9月           | 10月          | 11月          | 12月          | 年            |
| ---------------------- | ------------- | ------------- | ------------- | ------------- | ------------- | ------------- | ------------- | ------------- | ------------- | ------------- | ------------- | ------------- | ------------- |
| 平均最高気温 °C （°F） | 27.5 (81.5)   | 28.8 (83.8)   | 30.5 (86.9)   | 30.7 (87.3)   | 30.0 (86)     | 28.5 (83.3)   | 28.4 (83.1)   | 28.7 (83.7)   | 28.3 (82.9)   | 27.8 (82)     | 27.7 (81.9)   | 27.8 (82)     | 28.73 (83.7)  |
| 日平均気温 °C （°F）   | 20.5 (68.9)   | 21.4 (70.5)   | 23.1 (73.6)   | 23.8 (74.8)   | 23.7 (74.7)   | 23.2 (73.8)   | 23.0 (73.4)   | 23.0 (73.4)   | 22.7 (72.9)   | 22.2 (72)     | 21.3 (70.3)   | 20.8 (69.4)   | 22.39 (72.31) |
| 平均最低気温 °C （°F） | 13.5 (56.3)   | 14.1 (57.4)   | 15.7 (60.3)   | 16.9 (62.4)   | 17.4 (63.3)   | 18.0 (64.4)   | 17.6 (63.7)   | 17.3 (63.1)   | 17.1 (62.8)   | 16.6 (61.9)   | 15.0 (59)     | 13.8 (56.8)   | 16.08 (60.95) |
| 降水量 mm （inch）     | 5 (0.2)       | 9 (0.35)      | 10 (0.39)     | 24 (0.94)     | 90 (3.54)     | 188 (7.4)     | 125 (4.92)    | 69 (2.72)     | 132 (5.2)     | 84 (3.31)     | 27 (1.06)     | 6 (0.24)      | 769 (30.27)   |
| 出典：Climate-Data.org |               |               |               |               |               |               |               |               |               |               |               |               |               |